# Wayne Westner
Wayne Brett Westner (Johannesburg, 28 september 1961 – KwaZoeloe-Natal, 4 januari 2017) was een golfprofessional uit Zuid-Afrika.

## Loopbaan
Westner speelde in zijn jonge jaren fanatiek cricket. Toen zijn golfprestaties beter werden, ging hij van school om daar zijn tijd in steken. Westner werd in 1981 professional.
Toen Westner in 1983 voor het eerst op de Tour verscheen, viel hij op door zijn glimmende golftas, uitgevoerd in zwart lakleer. Soms had hij ook nog een strohoed op met een brede rand. Hij bleef vijftien seizoenen actief op de Europese PGA Tour en eindigde acht jaar in de top-80. 
In juni 1998 raakte hij betrokken bij een treinongeluk, waarbij hij uit zijn bed viel van drie meter hoogte, zijn enkel beschadigde en enkele maanden rust moest houden. Het was het einde van zijn golfcarrière. Hij leerde lesgeven bij onder anderen Bob Torrance en David Leadbetter en richtte een golfschool op in Ierland. 
Hij verhuisde later naar weer naar Zuid-Afrika. Hij haalde zijn vliegbrevet en begon zijn eigen bedrijf: Wayne Westner African Golf Safaris.

## Overlijden
Westner stierf op 4 januari 2017 aan de gevolgen van een schotwond aan het hoofd. De politie ging uit van zelfmoord. Westner werd 55 jaar oud.

## Gewonnen wedstrijden

### Sunshine Tour
- 1983: ICL Classic
- 1988: South African Open
- 1990: AECI Charity Classic, PX Pro-Celebrity Classic, Sun City Classic
- 1991: South African Open
- 1992: Wild Coast Sun Classic
- 1995: San Lameer SA Masters
- 1996: Nashua Wild Coast Sun Challenge, FNB Players Championship

### Europese Tour
- 1993: Dubai Desert Classic op de Emirates Golf Club
- 1996: FNB Players Championship

## Teams
- Alfred Dunhill Cup: 1994, 1996
- World Cup: 1994, 1996 (winnaar met Ernie Els), 1997